# Mgły Avalonu (miniserial)
Mgły Avalonu – miniserial telewizyjny będący ekranizacją powieści Marion Zimmer Bradley pod tym samym tytułem. Wyprodukowany przez amerykańska stację TNT w 2001 roku w reżyserii Uli Edela. Zdjęcia kręcono w czeskiej Pradze.

## Fabuła
Główną bohaterką serialu jest Morgana – siostra króla Artura, którzy w dzieciństwie zostali rozdzieleni. Chłopiec trafił na naukę do Merlina, natomiast dziewczynę oddano do kapłanki Pani Jeziora – Viviane. Morgana dorastała pod jej czujnym okiem, aby pewnego dnia stać się jej następczynią. Serial opowiada losy dorosłego już rodzeństwa i ich starań o przyszłość Avalonu.

## Obsada
- Anjelica Huston – Viviana
- Julianna Margulies – Morgana
- Joan Allen – Morgause
- Samantha Mathis – Gwenifer
- Caroline Goodall – Igriana
- Edward Atterton – Król Artur
- Michael Vartan – Lancelot
- Michael Byrne – Merlin
- Hans Matheson – Mordred
- Mark Lewis Jones – Uther Pendragon
- Clive Russell – Gorlois
- Biddy Hodson – Elaine
- Ian Duncan – Accolon
- Tamsin Egerton – młoda Morgaine
- Freddie Highmore – młody Artur

## Nagrody i nominacje[2]
| Rok  | Nagroda                                 | Kategoria | Osoba                                                         | Status    |
| ---- | --------------------------------------- | --- | ------------------------------------------------------------- | --------- |
| 2002 | Złote Globy                             | Najlepsza aktorka w miniserialu lub filmie telewizyjnym                                                                    | Julianna Margulies                                            | nominacja |
| 2002 | Emmy                                    | Najlepsza charakteryzacja w miniserialu, filmie telewizyjnym lub programie specjalnym (naturalna)                          | Polly Earnshaw                                                | wygrana   |
| 2002 | Emmy                                    | Najlepszy miniserial | –                                                             | nominacja |
| 2002 | Emmy                                    | Najlepsza aktorka drugoplanowa w miniserialu lub filmie telewizyjnym                                                       | Joan Allen                                                    | nominacja |
| 2002 | Emmy                                    | Najlepsza aktorka drugoplanowa w miniserialu lub filmie telewizyjnym                                                       | Anjelica Huston                                               | nominacja |
| 2002 | Emmy                                    | Najlepsza kompozycja muzyczna w mini serialu, filmie telewizyjnym lub programie specjalnym (dramatyczna ścieżka dźwiękowa) | Lee Holdridge                                                 | nominacja |
| 2002 | Emmy                                    | Najlepsza scenografia w miniserialu, filmie telewizyjnym lub programie specjalnym                                          | Barbora Bucharova, Jaromír Švarc, Rodger Maus, Vlasta Svoboda | nominacja |
| 2002 | Emmy                                    | Najlepsze fryzury w miniserialu, filmie telewizyjnym lub programie specjalnym                                              | Carol Hemming                                                 | nominacja |
| 2002 | Emmy                                    | Najlepsze kostiumy w miniserialu, filmie telewizyjnym lub programie specjalnym                                             | Carlo Poggioli, Giovanni Casalnuovo, Lindsay Pugh             | nominacja |
| 2002 | Emmy                                    | Najlepsze zdjęcia w miniserialu lub filmie                                                                                 | Vilmos Zsigmond                                               | nominacja |
| 2002 | Saturn                                  | Najlepszy program telewizyjny                                                                                              | –                                                             | nominacja |
| 2002 | Critics’ Choice                         | Najlepszy film telewizyjny                                                                                                 | –                                                             | nominacja |
| 2002 | Amerykańska Gildia Aktorów Filmowych    | Najlepsza aktorka w filmie telewizyjnym lub miniserialu                                                                    | Anjelica Huston                                               | nominacja |
| 2002 | Amerykańska Gildia Scenarzystów         | Najlepszy scenariusz adaptowany filmu pełnometrażowego                                                                     | Gavin Scott                                                   | nominacja |
| 2002 | Amerykańskie Stowarzyszenie Montażystów | Najlepszy montaż odcinka miniserialu                                                                                       | Benjamin A. Weissman                                          | nominacja |